# 1532
1532 (MDXXXII) a fost un an bisect al calendarului iulian, care a început într-o zi de luni.

## Nașteri
- 22 noiembrie: Anna a Danemarcei, Electoare a Saxoniei (d. 1585)

## Decese
- dată necunoscută: Piri Mehmed Pașa  (n. 1458)
- 18 septembrie: Vlad Înecatul  (n. 1508)